# Andranoboka
Andranoboka est une commune rurale malgache située dans la partie nord-est de la région de Boeny.

## Géographie

### Altitude
La ville se trouve à une altitude de 12 mètres au-dessus du niveau de la mer.

### Climat
Andranoboka bénéficie d'un climat de savane avec un hiver sec, selon la classification de Köppen (type climatique Aw).

## Démographie
Population : La population d'Andranoboka est de 4 012 habitants.